# Anthribola
Anthribola is een kevergeslacht uit de familie van de boktorren (Cerambycidae). De wetenschappelijke naam van het geslacht werd voor het eerst geldig gepubliceerd in 1879 door Bates.

## Soorten
Anthribola omvat de volgende soorten:
- Anthribola citrina Villiers, Quentin & Vives, 2011
- Anthribola debilis Villiers, Quentin & Vives, 2011
- Anthribola decoratus Bates, 1879
- Anthribola femorata Waterhouse, 1882
- Anthribola nana Villiers, Quentin & Vives, 2011
- Anthribola obliquata Villiers, Quentin & Vives, 2011
- Anthribola pilipes Villiers, Quentin & Vives, 2011
- Anthribola quinquemaculata (Waterhouse, 1875)
- Anthribola rufoguttata Villiers, Quentin & Vives, 2011
- Anthribola tsaratanana Villiers, Quentin & Vives, 2011
- Anthribola vicina Villiers, Quentin & Vives, 2011